# Tour of Taihu Lake
Tour of Taihu Lake er et årligt etapeløb i landevejscykling som foregår i nærheden af søen Tai Hu i Kina. Løbet er fra 2021 klassificeret som et 2.Pro-løb og er den del af UCI ProSeries. Det er blevet arrangeret siden 2010, hvor den første udgave var et endagsløb. 

## Vindere
| År   | Vinder            | Toer              | Treer              |        |
| ---- | ----------------- | ----------------- | ------------------ | ------ |
| 2010 | David Kemp        | Jing Yang         | Serhiy Grechyn     |        |
| 2011 | Boris Sjpilevskij | Alois Kaňkovský   | Aaron Kemps        |        |
| 2012 | Milan Kadlec      | Floris Goesinnen  | Choi Ki Ho         |        |
| 2013 | Yuriy Metlushenko | Alois Kaňkovský   | Boris Sjpilevskij  |        |
| 2014 | Sam Witmitz       | Jurgen Van Diemen | Alois Kaňkovský    |        |
| 2015 | Jakub Mareczko    | Andrea Palini     | Marco Zanotti      |        |
| 2016 | Leonardo Duque    | Yonder Godoy      | Peter Schulting    |        |
| 2017 | Jakub Mareczko    | Guillaume Boivin  | Carlos Alzate      |        |
| 2018 | Boris Vallée      | Benjamin Dyball   | Alexander Cataford |        |
| 2019 | Dylan Kennett     | Boris Vallée      | Matthias Brändle   |        |
| 2021 | aflyst            | aflyst            | aflyst             | aflyst |
| 2022 | aflyst            | aflyst            | aflyst             | aflyst |
| 2023 | George Jackson    | Enrico Zanoncello | Jarne Van De Paar  |        |
| 2024 | Jelte Krijnsen    | Marcin Budziński  | Wilmar Paredes     |        |